# Северное обозрение
«Северное обозрение» — газета, выходившая с 1848 по 1849 год в столице Российской империи городе Санкт-Петербурге. 
Преемница издания «Финский вестник» (1845-1847), посвящённого финской теме, в котором также обсуждались вопросы русского общества.
Среди сотрудников этого периодического печатного издания встречаются имена Артемьева (№1), Загоскина, Срезневского, Разина, Иринарха Введенского и других. В Северном обозрении состоялся печатный дебют Григория Благосветлова.